# Triolena pustulata
Triolena pustulata är en tvåhjärtbladig växtart som beskrevs av José Jéronimo Triana. Triolena pustulata ingår i släktet Triolena och familjen Melastomataceae. IUCN kategoriserar arten globalt som livskraftig.
Artens utbredningsområde är Ecuador. Inga underarter finns listade i Catalogue of Life.